# Писарев, Юрий Алексеевич
Ю́рий Алексе́евич Пи́сарев (26 марта 1916, Москва — 11 марта 1993, там же) — советский и российский историк, специалист в области новейшей истории стран Центральной и Восточной Европы, истории Первой мировой войны и международных отношений. Член-корреспондент АН СССР по Отделению истории (история социалистических стран Восточной Европы) с 26 декабря 1984 года, академик РАН с 11 июня 1992 года.

## Биография
Окончил исторический факультет ЛГУ (1941). Участник Великой Отечественной войны, ополченец Ленинграда. Член ВКП(б) с 1947 года, выпускник аспирантуры УрГУ, кандидат исторических наук (1950, диссертация «Аграрные отношения и крестьянское движение в Сербо-Хорвато-Словенском государстве в 1918—1923 гг.»). В 1950—1953 годах руководил отделом в журнале «Вопросы истории». Преподавал в МГИАИ (ныне Историко-архивный институт РГГУ) и на историческом факультете МГУ (1980—1983).
До 1959 года работал в Институте истории АН СССР, позднее — в Институте славяноведения и балканистики (Институт славяноведения РАН) в должностях заведующего сектором (1962—1989), главного научного сотрудника, советника при дирекции. Участвовал в издании фундаментальных сборников документов в рамках совместных проектов АН СССР и научных учреждений Югославии и Болгарии: «Первое сербское восстание 1804—1813 гг. и Россия» (тт. 1—2, М., 1980—1983), «Освободительная борьба народов Боснии и Герцеговины и Россия» (т. 1—2, М., 1985—1988) и др.
Похоронен на Троекуровском кладбище.

## Основные работы

### Монографии
- «Сербия и Черногория в Первой мировой войне» (М., 1968);
- «Образование Югославского государства» (М., 1975);
- «Великие державы и Балканы накануне Первой мировой войны» (М., 1985);
- «Тайны Первой мировой войны: Россия и Сербия в 1914—1915 гг.» (М., 1990);
- «Балканы в конце XIX — начале XX вв.: очерки становления национальных государств и политической структуры в Юго-Восточной Европе» (1991, редактор);
- «Сербия на Голгофе и политика великих держав. 1916 г.» (М., 1993);
- «Первая мировая война: дискуссионные проблемы истории» (1994, совм. с В. Л. Мальковым; посм.)

### Статьи
- «Оккупация Сербии Австро-Венгрией и борьба сербского народа за своё освобождение в 1916—1918 гг. (до прорыва Салоникского фронта)» // «Советское славяноведение», 1965, № 4
- «К истории создания югославского национального государства в 1918 г.» // «Советское славяноведение», 1968, № 6
- «Проекты образования югославского государства в годы Первой мировой войны (1914—1915) и Россия» // «Балканские народы и европейские правительства в XVIII — нач. XX вв.: документы и исследования» (1982)
- «Образование югославского государства: итоги изучения и новые материалы» // «Вопросы социальной, политической и культурной истории Юго-Восточной Европы» (1984)
- «Загадки салоникского судебного процесса (1917)» // «Россия и славяне: политика и дипломатия» (1992)
- «Создание югославского государства в 1918 г.: уроки истории» // «Новая и новейшая история», 1992, № 1

## Награды
Лауреат Государственной премии СССР (1987) и премии им. Е. В. Тарле АН СССР (1991).